# Vosne-Romanée
Pour les articles homonymes, voir Vosne-romanée (AOC) et Romanée.
Vosne-Romanée est une commune française située dans le département de la Côte-d'Or en région Bourgogne-Franche-Comté.

## Géographie

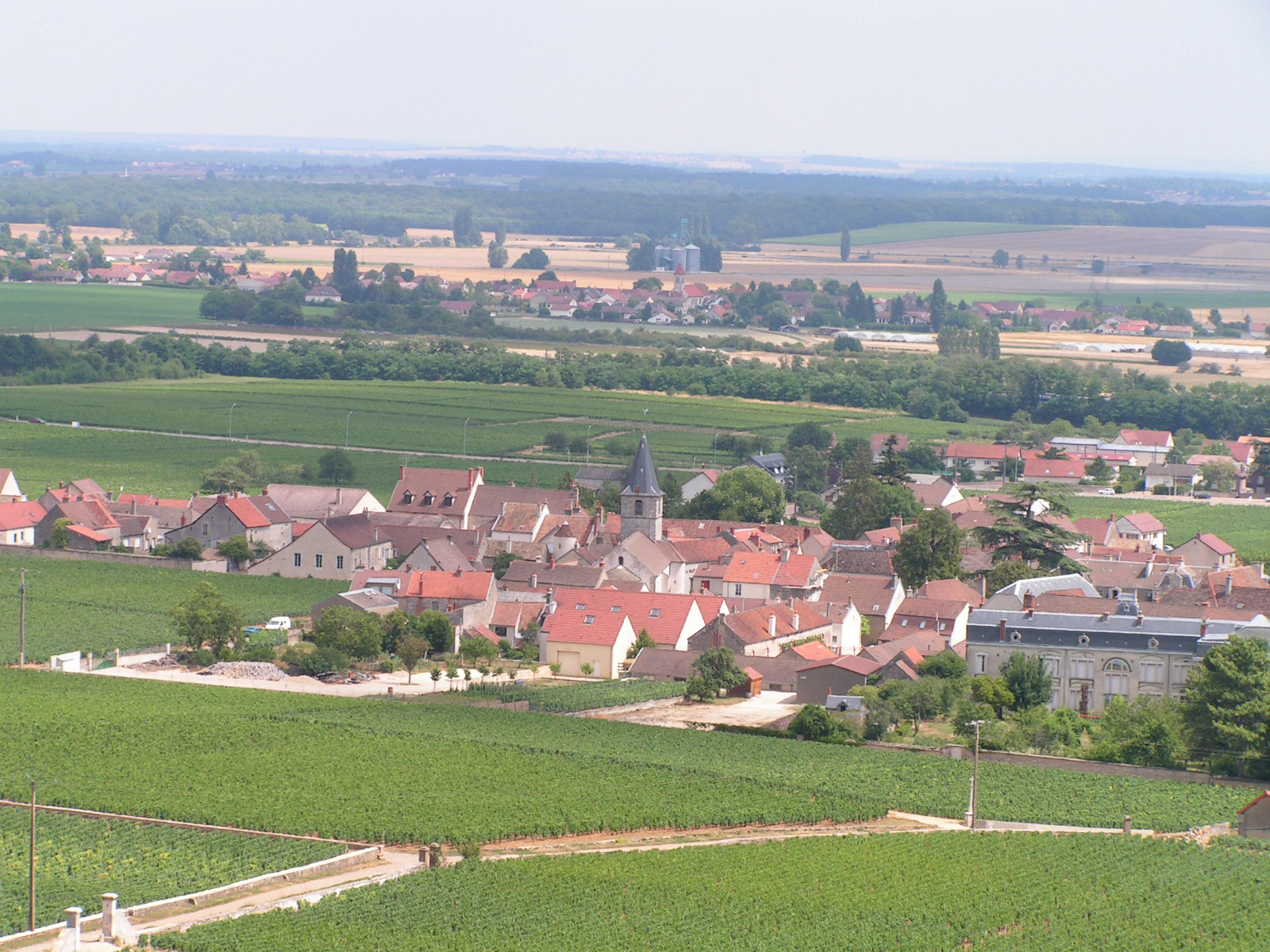
Vue générale du village.

## Urbanisme

### Typologie
Au 1er janvier 2024, Vosne-Romanée est catégorisée commune rurale à habitat dispersé, selon la nouvelle grille communale de densité à 7 niveaux définie par l'Insee en 2022.
Elle est située hors unité urbaine. Par ailleurs la commune fait partie de l'aire d'attraction de Dijon, dont elle est une commune de la couronne,. Cette aire, qui regroupe 333 communes, est catégorisée dans les aires de 200 000 à moins de 700 000 habitants,.

### Occupation des sols
L'occupation des sols de la commune, telle qu'elle ressort de la base de données européenne d’occupation biophysique des sols Corine Land Cover (CLC), est marquée par l'importance des territoires agricoles (72,9 % en 2018), en diminution par rapport à 1990 (76,6 %). La répartition détaillée en 2018 est la suivante : 
cultures permanentes (57,6 %), zones urbanisées (11,6 %), milieux à végétation arbustive et/ou herbacée (9,7 %), terres arables (8,6 %), zones agricoles hétérogènes (6,5 %), forêts (5,9 %), prairies (0,2 %). L'évolution de l’occupation des sols de la commune et de ses infrastructures peut être observée sur les différentes représentations cartographiques du territoire : la carte de Cassini (XVIIIe siècle), la carte d'état-major (1820-1866) et les cartes ou photos aériennes de l'IGN pour la période actuelle (1950 à aujourd'hui).

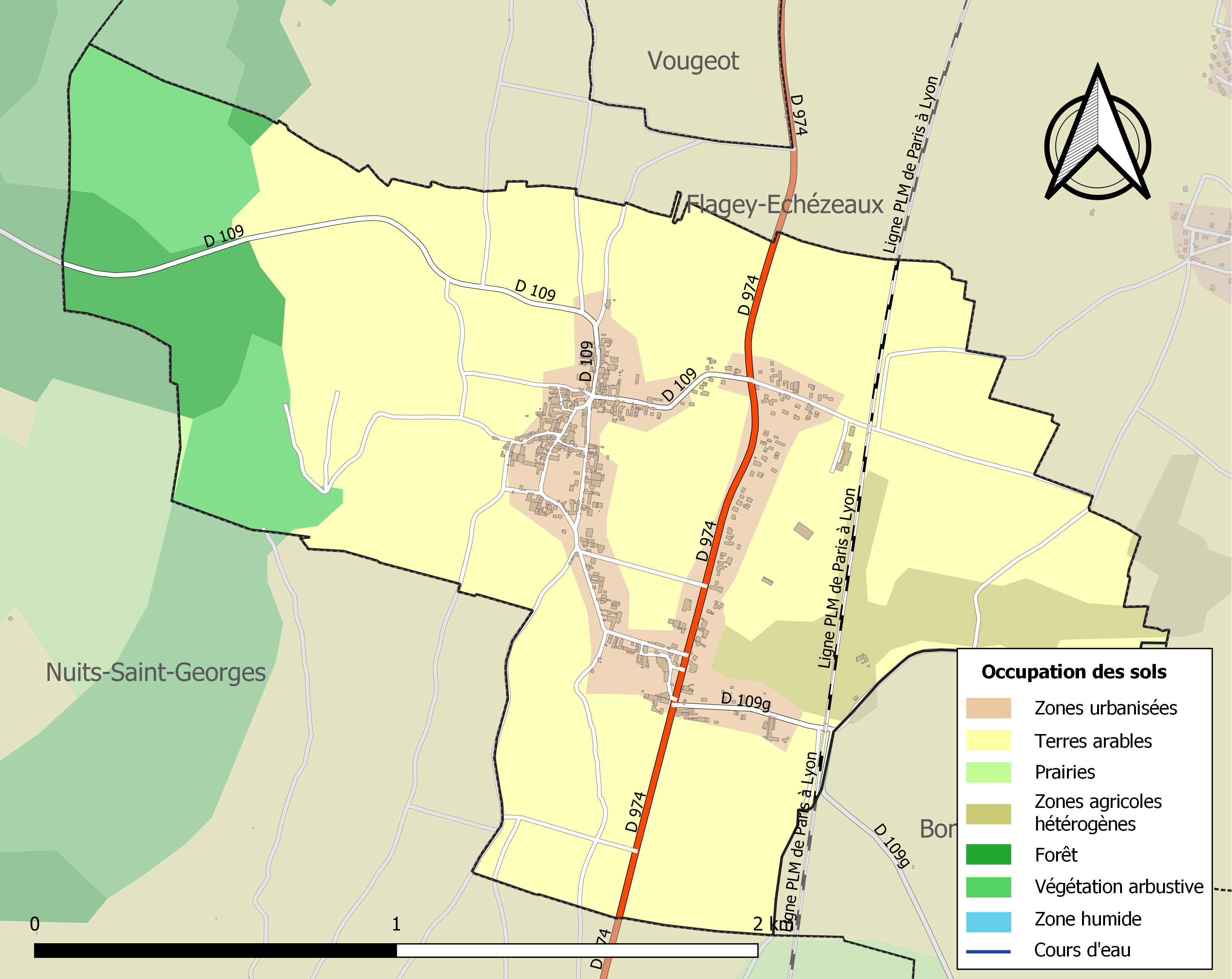
Carte des infrastructures et de l'occupation des sols de la commune en 2018 (CLC).

## Toponymie
Attestée sous la forme Villa que Vaona dicitur en 630.
Vosne devint Vosne-Romanée afin de faire profiter la commune de la renommée du cru élevé sur son territoire, le conseil municipal a demandé et obtenu l'adjonction du cru célèbre.
Vosne : Vaona vient du gaulois *wadana (eau ), issu de pré-indo-européen *wed / *wod  de même sens, ou du gaulois vidumos (« forêt »).

Romanée : du nom d'homme latin Romanus + acum.

## Vignoble

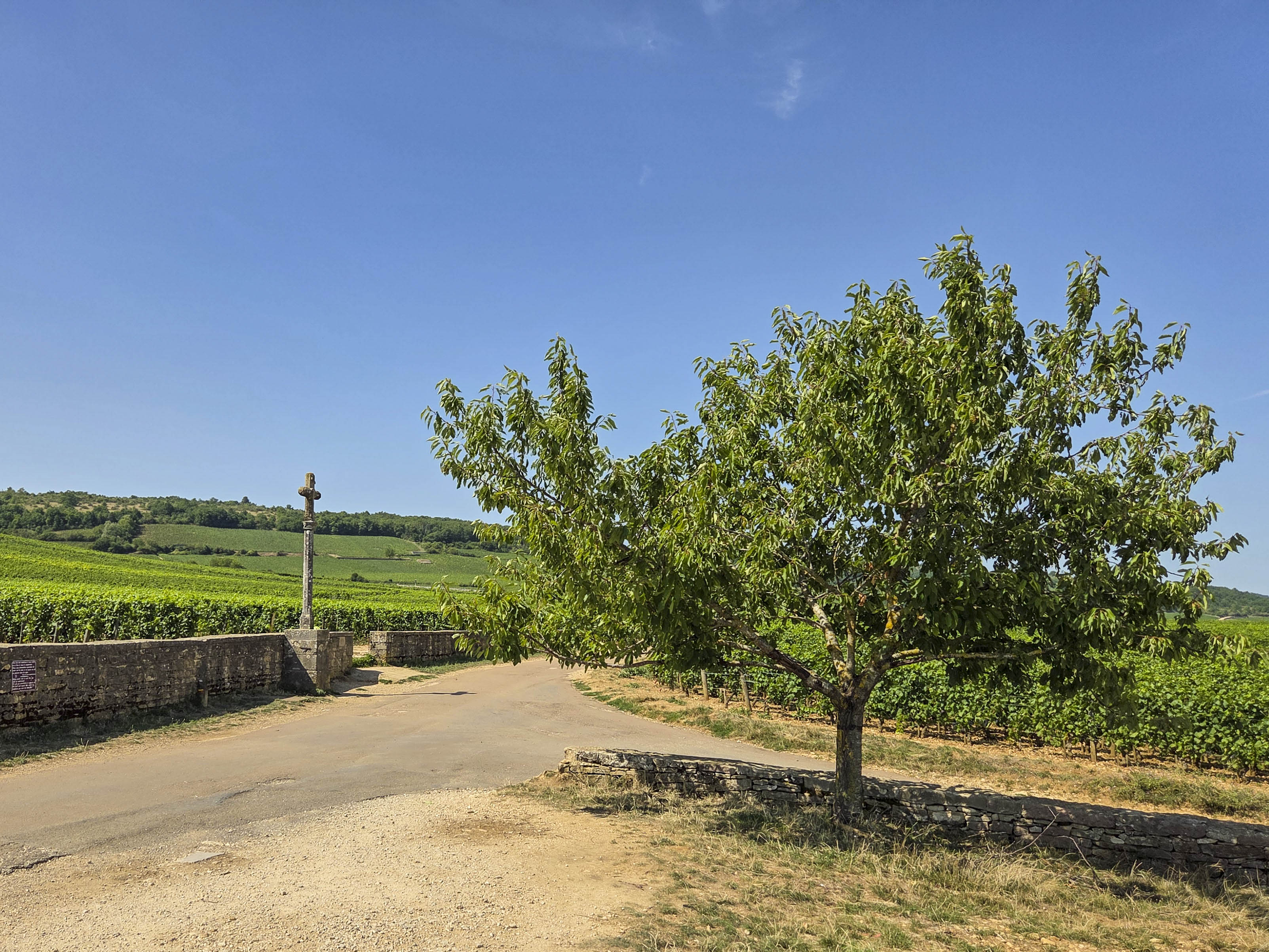
Le vignoble de Vosne-Romanée : à gauche le Domaine de la Romanée-Conti, à droite celui de la Romanée Saint-Vivant.

Commune viticole de la côte de Nuits sur la route des Grands Crus, les vignerons de Vosne-Romanée élèvent des crus parmi les plus réputés de Bourgogne, tel que les appellations vosne-romanée, la-grande-rue, la-tâche, richebourg, la-romanée, romanée-saint-vivant, et le prestigieux romanée-conti.
Un petit calvaire érigé au bord de la route. Rien d'autre ne distingue le domaine de la Romanée-Conti. C'est pourtant là, sur 1,8 hectare, que naît le vin rouge le plus cher du monde. Très précisément entre Nuits-Saint-Georges et le Clos de Vougeot, sur un sol argileux planté de pinot noir par les moines de l'abbaye de Cîteaux et de Saint-Vivant de Vergy, au XVe siècle.

## Politique et administration

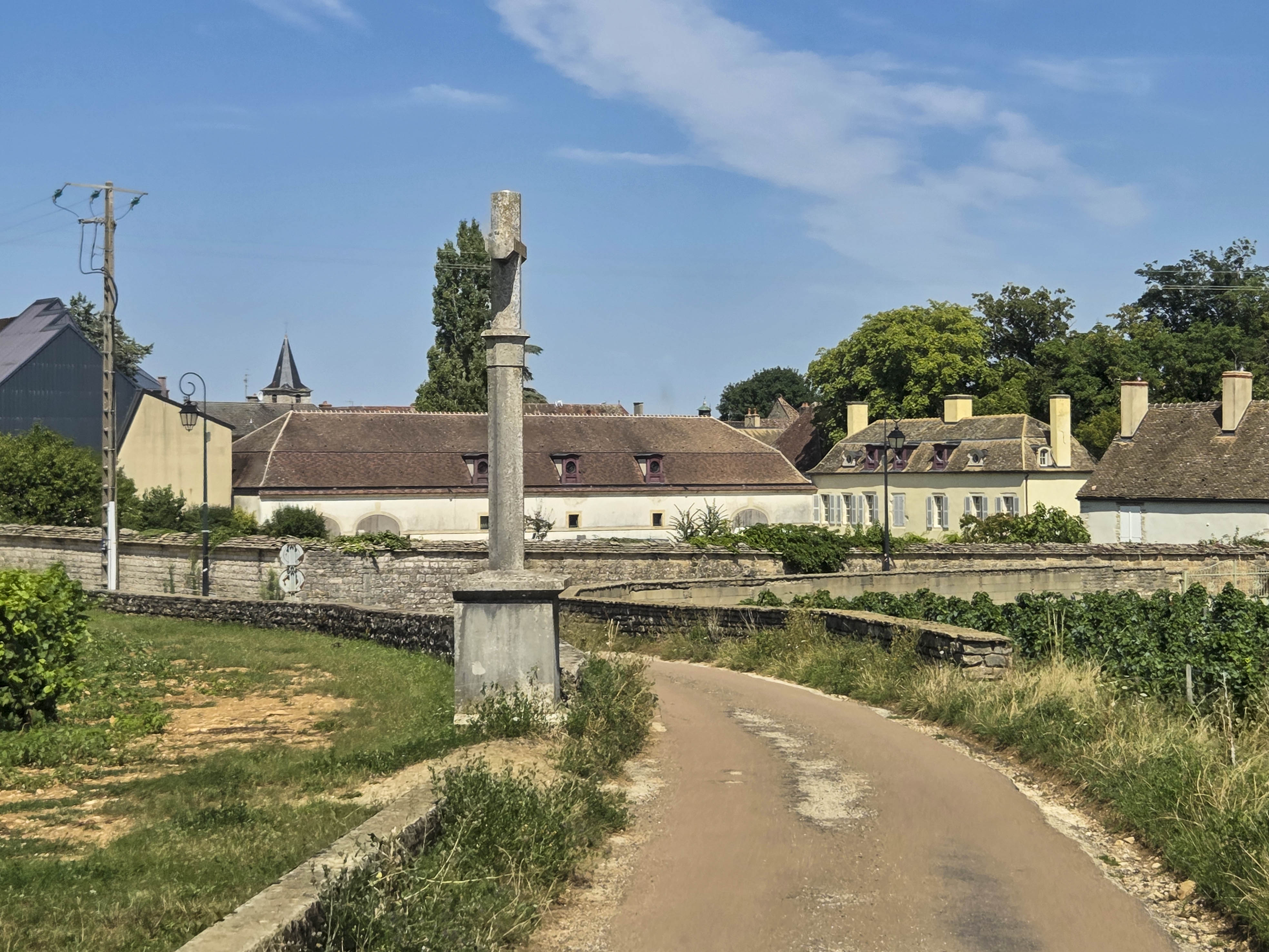
Le village vu depuis le sud.

| Période                                  | Période  | Identité              | Étiquette | Qualité  |
| ---------------------------------------- | -------- | --------------------- | --------- | -------- |
| 2020                                     | En cours | Jean-Louis Raillard   |           |          |
| 2001                                     | 2020     | Maurice Chevallier    |           |          |
| 1935                                     | ?        | Marius Jayer (?-1956) |           | Vigneron |
| 1929                                     | ?        | Marius Jayer          |           | Vigneron |
| Les données manquantes sont à compléter. |          |                       |           |          |

## Démographie

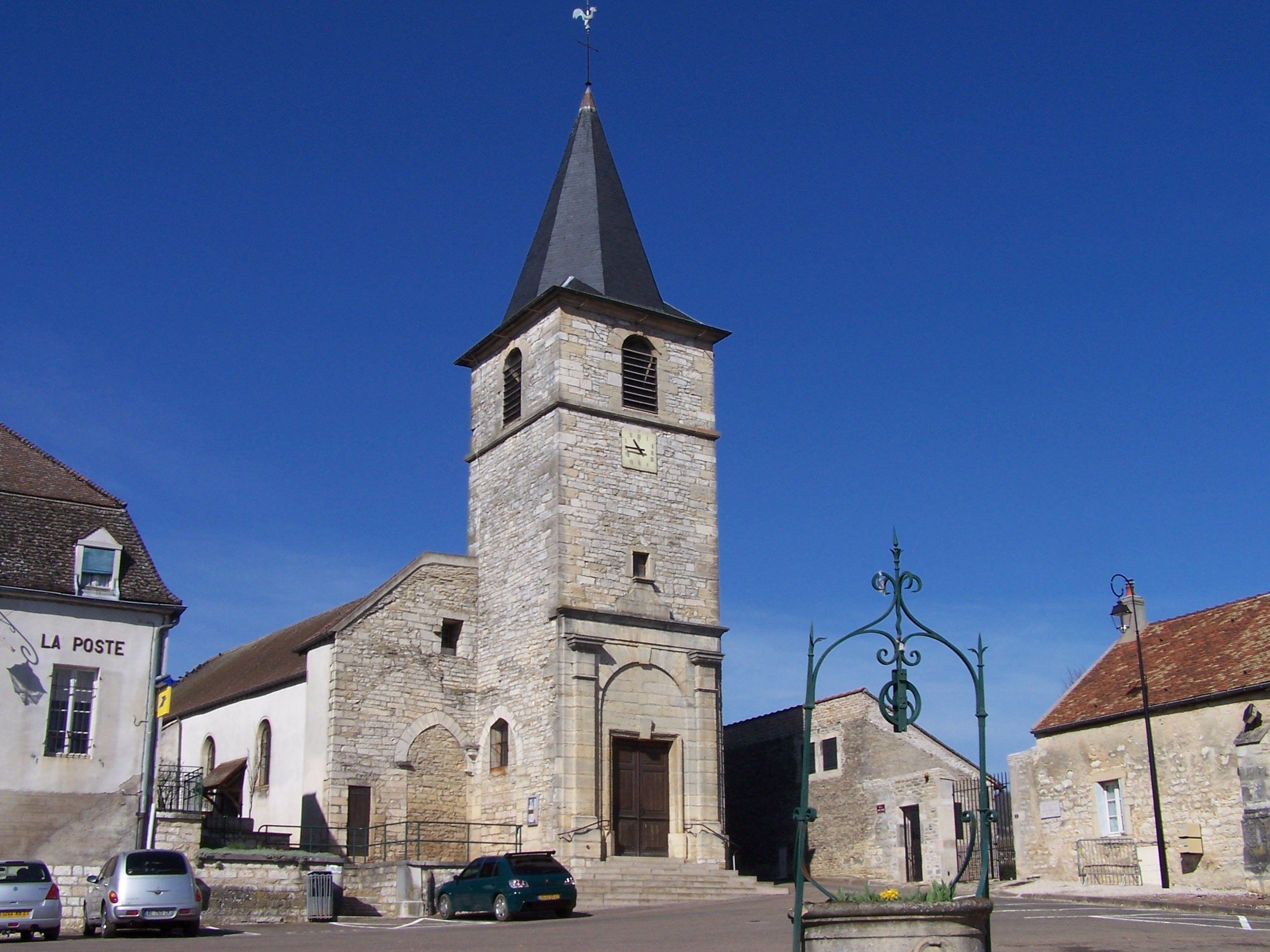
L'église.

L'évolution du nombre d'habitants est connue à travers les recensements de la population effectués dans la commune depuis 1793. Pour les communes de moins de 10 000 habitants, une enquête de recensement portant sur toute la population est réalisée tous les cinq ans, les populations de référence des années intermédiaires étant quant à elles estimées par interpolation ou extrapolation. Pour la commune, le premier recensement exhaustif entrant dans le cadre du nouveau dispositif a été réalisé en 2004.

En 2022, la commune comptait 341 habitants, en évolution de −2,57 % par rapport à 2016 (Côte-d'Or : +0,82 %, France hors Mayotte : +2,11 %).
| 1793 | 1800 | 1806 | 1821 | 1836 | 1841 | 1846 | 1851 | 1856 |
| ---- | ---- | ---- | ---- | ---- | ---- | ---- | ---- | ---- |
| 476  | 482  | 478  | 487  | 501  | 477  | 516  | 510  | 523  |

| 1861 | 1866 | 1872 | 1876 | 1881 | 1886 | 1891 | 1896 | 1901 |
| ---- | ---- | ---- | ---- | ---- | ---- | ---- | ---- | ---- |
| 541  | 601  | 598  | 611  | 606  | 591  | 577  | 594  | 615  |

| 1906 | 1911 | 1921 | 1926 | 1931 | 1936 | 1946 | 1954 | 1962 |
| ---- | ---- | ---- | ---- | ---- | ---- | ---- | ---- | ---- |
| 646  | 633  | 566  | 560  | 586  | 582  | 541  | 584  | 658  |

| 1968 | 1975 | 1982 | 1990 | 1999 | 2004 | 2006 | 2009 | 2014 |
| ---- | ---- | ---- | ---- | ---- | ---- | ---- | ---- | ---- |
| 654  | 613  | 530  | 464  | 460  | 451  | 444  | 419  | 363  |

| 2019 | 2022 | - | - | - | - | - | - | - |
| ---- | ---- | - | - | - | - | - | - | - |
| 339  | 341  | - | - | - | - | - | - | - |

|                   | 1975-1982 | 1982-1990 | 1990-1999 |
| ----------------- | --------- | --------- | --------- |
| Naissances        | 24        | 34        | 47        |
| Décès             | 53        | 50        | 42        |
| Variation abs pop | -83       | -66       | -4        |

## Culture locale et patrimoine

### Lieux et monuments
- Maison dite Romane, rue Sainte-Barbe, datant du XVIe siècle, où se tint dit-on en 1607 un consistoire protestant.
- Les boiseries intérieures de l'église Saint-Martin ramenées à Vosne-Romanée par Dom Trouvé, dernier abbé de Cîteaux, où elles ornaient la salle des chapitres avant la Révolution.
- Le pavillon de la Goillotte, rue de la Goillotte, ancienne maison de chasse des ducs de Bourgogne, puis cuverie des princes de Conti.
- Château de Vosne au cœur du village, remanié au XIXe siècle.
- La cabotte du projet Hercules dans les hauteurs du vignoble de Vosne-Romanée.

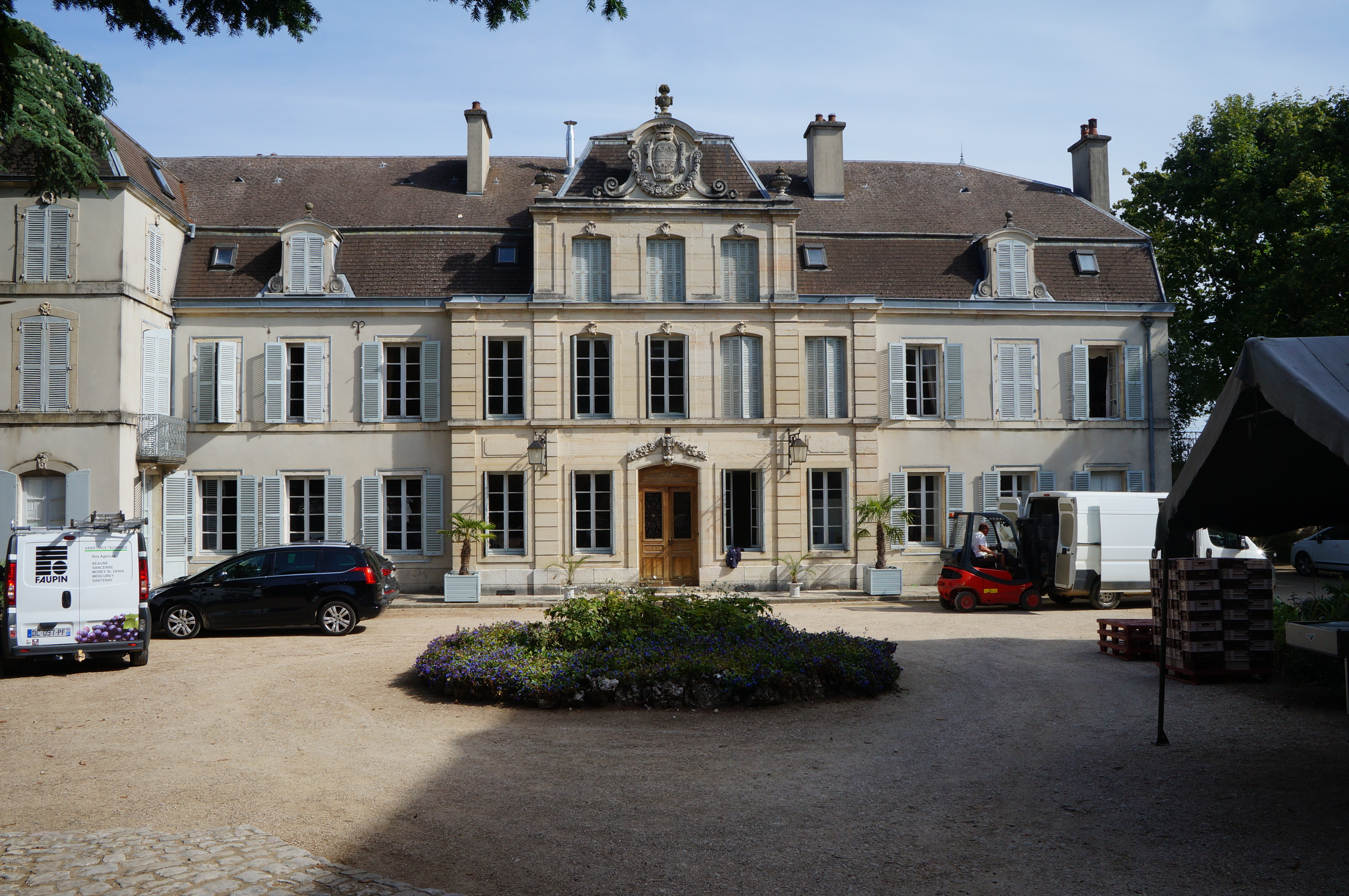
Château de Vosne-Romanée, Comte Ligier-Belair, 1 Rue du Château,

### Festivités
Vosne-Romanée, commune viticole, a accueilli en janvier 1992 la 48e édition de la Fête de la Saint-Vincent tournante, manifestation supervisée par la Confrérie des chevaliers du Tastevin.

### Protection de l'environnement
La côte et les combes sont classés dans la Zone naturelle d'intérêt écologique, faunistique et floristique de type I de la Côte dijonnaise et font partie du site Natura 2000 de l'Arrière côte de Dijon et de Beaune.

### Honneurs
L'astéroïde (262705) Vosne-Romanée porte son nom.

### Héraldique
| Blason de Vosne-Romanée | Blason  | D'azur à un lion d'argent tenant une bannière partie au 1er d'azur semé de fleurs de lys d'or et à la bordure componée d'argent et de gueules et au 2e bandé d'or et d'azur à la bordure de gueules, à la hampe d'argent. |
| Blason de Vosne-Romanée | Détails | Le statut officiel du blason reste à déterminer. |